# Jaz Sinclair
Jasmine Sinclair Sabino, professionellt känd som Jaz Sinclair, född 22 juli 1994 i Dallas, Texas, är en amerikansk film- och TV-skådespelare. Hon är bland annat känd för att ha spelat rollen som Angela i filmen Paper Towns, Anna i filmen When the Bough Breaks och Rosalind Walker i Netflixserien Chilling Adventures of Sabrina.